# مجلس شيوخ بورتوريكو
مجلس شيوخ بورتوريكو (بالإنجليزية: Senate of Puerto Rico)‏ هو مجلس شيوخ ولاية بورتوريكو، الذي تأسس في 13 أغسطس 1917، ويتكون من 27 مقعداً، يقع المقر الرئيسي له في كابيتول بورتوريكو ‏، وهو المجلس الأعلى في جمعية بورتوريكو التشريعية.

## طالع أيضًا
- جمعية بورتوريكو التشريعية